# Rio Paraguaizinho (vattendrag i Brasilien, lat -16,70, long -57,45)
Rio Paraguaizinho är ett vattendrag i Brasilien.   Det ligger i delstaten Mato Grosso, i den centrala delen av landet, 1 000 km väster om huvudstaden Brasília.
Trakten runt Rio Paraguaizinho består huvudsakligen av våtmarker. Trakten runt Rio Paraguaizinho är nära nog obefolkad, med mindre än två invånare per kvadratkilometer.